# Газель Гранта

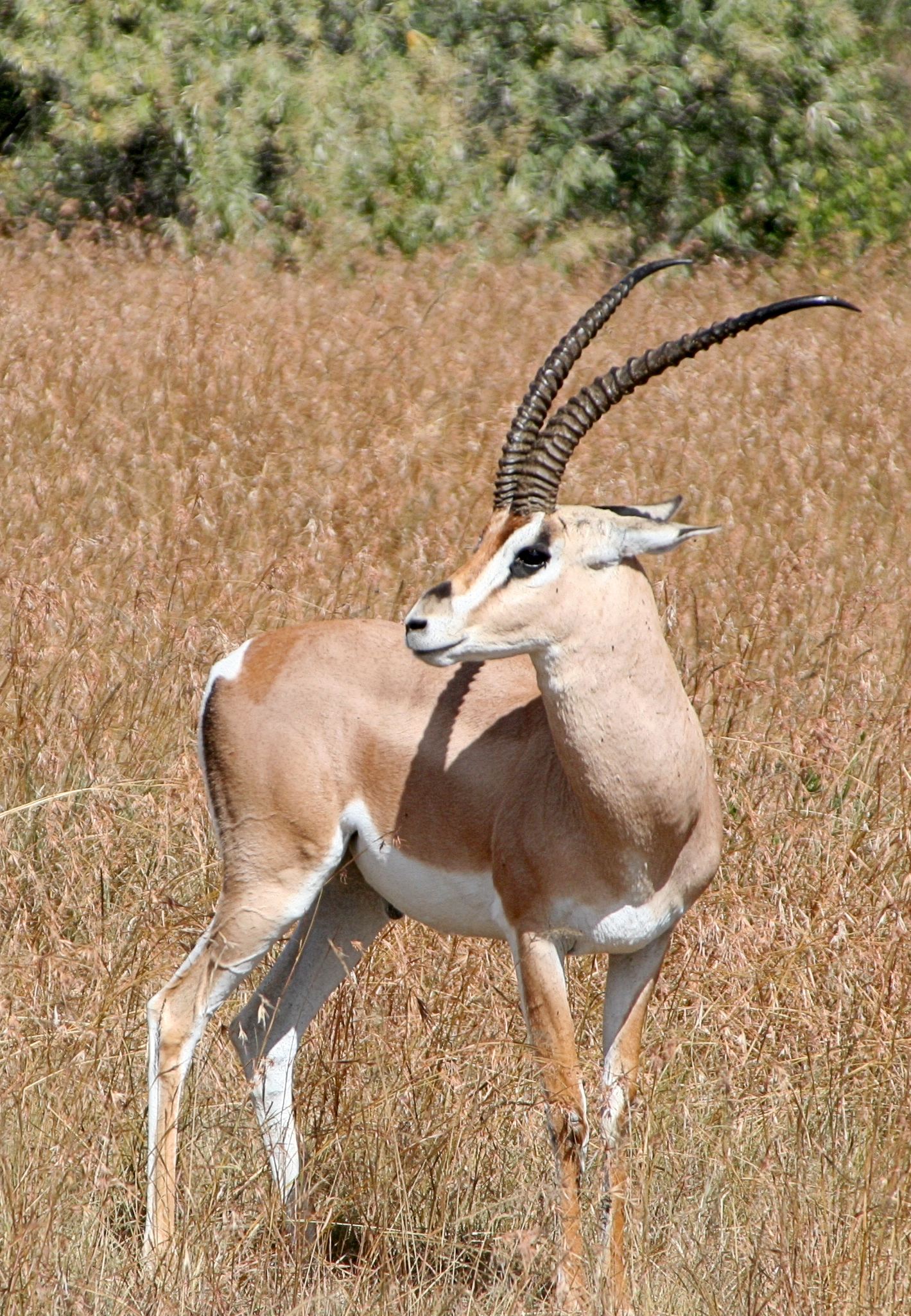
Газель Гранта

Газе́ль Гра́нта (лат. Nanger granti) — один из видов подсемейства настоящих антилоп. Область обитания простирается от северной Танзании до южного Судана и Эфиопии, от кенийского побережья до озера Виктория. Видовое название дано в честь шотландского натуралиста Джеймса Огастаса Гранта (1827—1892). Красная книга МСОП присвоила виду охранный статус «Вызывающие наименьшие опасения».

## Таксономия и генетика
Газель Гранта наиболее генетически связана с сомалийской газелью (лат. Nanger soemmerringii) и газелью-дамой (лат. Nanger dama). Газель Гранта имеет высокие генетические различия внутри популяции, хотя нет географической изоляции. Вероятно, дифференциация вида могла произойти при многократном расширении и уменьшении засушливых мест обитания в конце плейстоцена, в котором различные популяции могли быть изолированы.

## Внешний вид
Высота тела 75—91 см, масса 45—65 кг. Окрас газели бежево-оранжевый на спине с белым животом. Газель Гранта похожа на газель Томсона, за исключением лировидных рогов, которые являются толстыми у основания и идут точно колечками, в длину они составляют от 45 до 81 см. Подвиды разделены по различным морфологическим признакам, такие как: форма рогов и небольшие различия в цвете шкуры. Они могут достигать скорости движения до 80—90 км/ч.

## Распространение

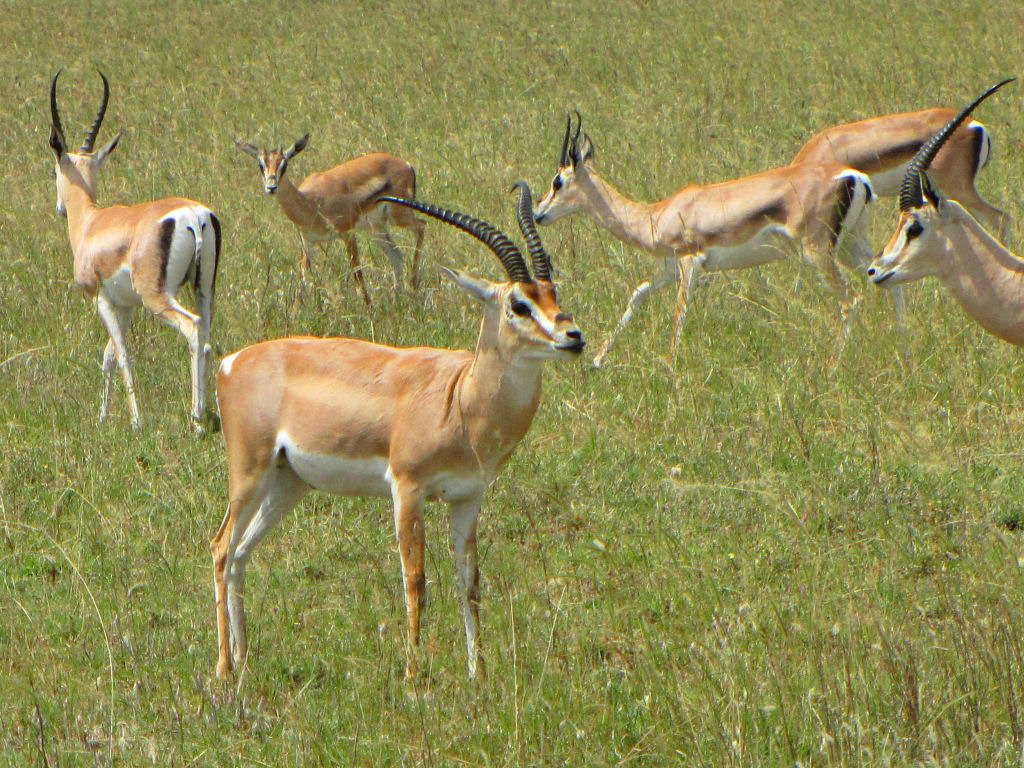
Газели Гранта в Серенгети

Газель Гранта живёт в Восточной Африке, встречается на открытых равнинах, в низких колючих кустарниках, лесистой местности саванны, избегает областей с высоким травяным покровом, где видимость хищников ограничена. Они также встречаются в полупустынных областях, так как относительно не плохо адаптированны к засухе. Является мигрирующим животным, но путешествует в противоположном направлении от большинства других копытных, газелей Томпсона, зебр и антилоп гну, которые больше зависят от воды. Они могут выживать на растительности в безводных, полупустынных районах. Здесь они сталкиваются с малой конкуренцией.

## Поведение

### Образ жизни

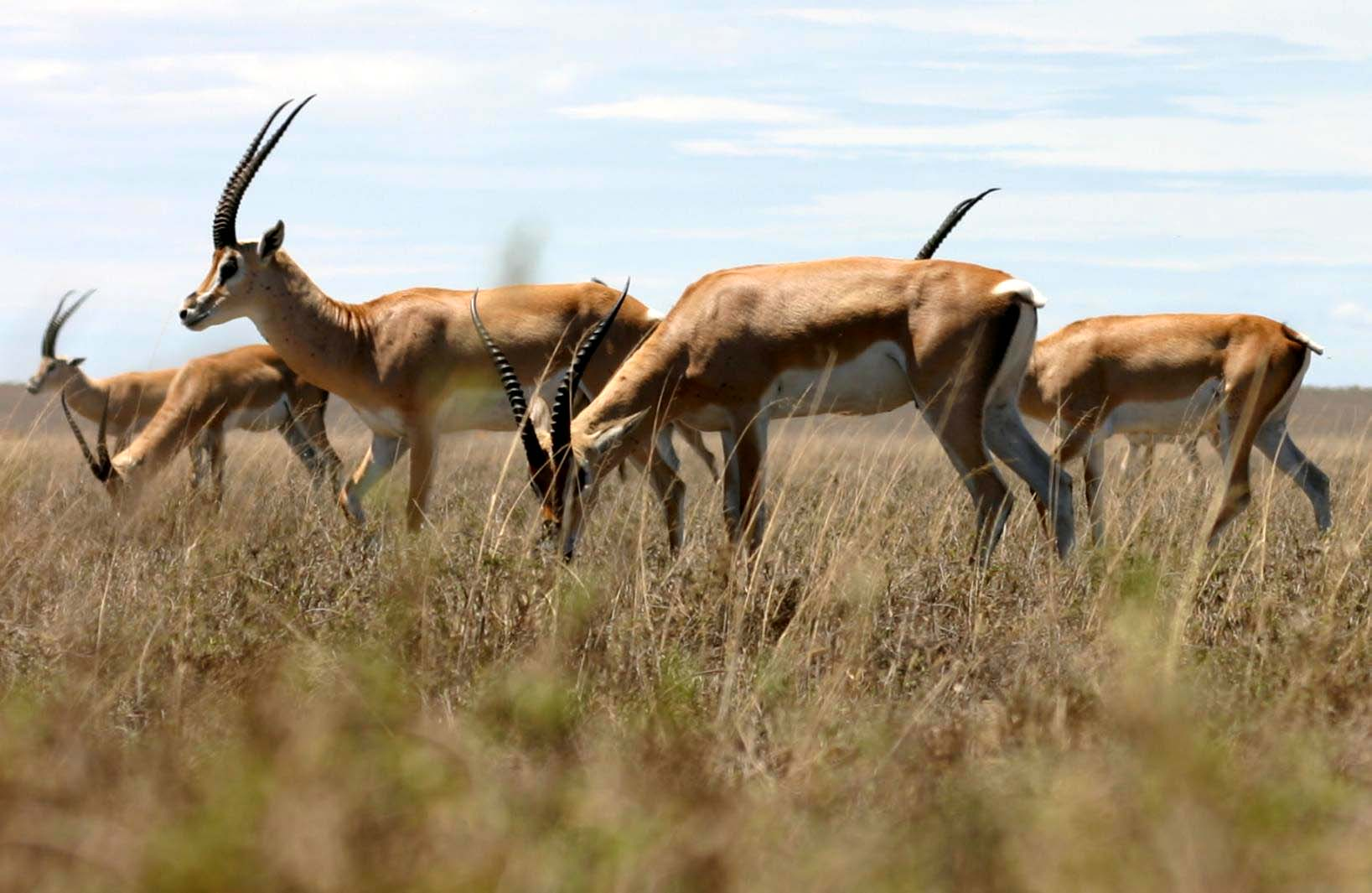
Стадо газелей Гранта

Газель Гранта — это стадное территориальное мигрирующее животное. Только самцы являются территориальными.

### Размножение

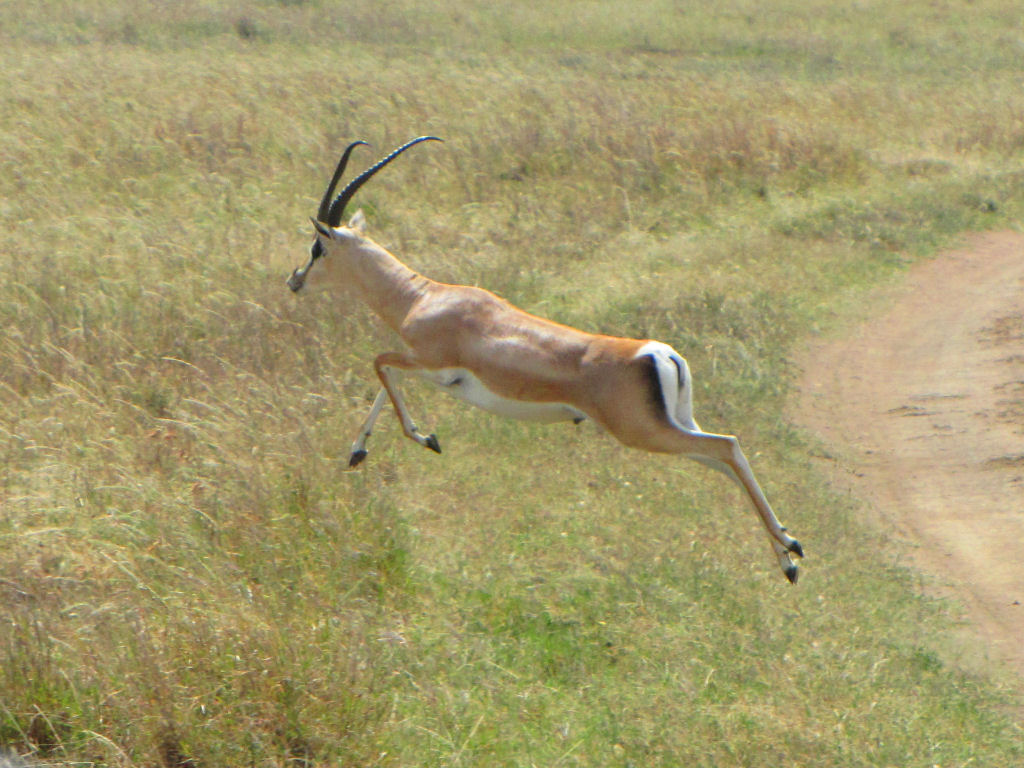
Прыжок газели Гранта

Газели Гранта становятся взрослыми в 18 месяцев. Период беременности длится около 6 месяцев. Пик рождаемости приходится на январь и февраль. Самка оставляет стадо, и находит для родов укромное скрытое место. Детеныш первое время прячется в траве, а мать находится рядом и присматривает за ним. Как только он начинает ходить, они вместе находят стадо. Детеныш кормится молоком до шести месяцев, но и после некоторое время остаётся возле матери.

## Статус
Газель Гранта всё ещё довольно распространенный вид, несмотря на то что в некоторых областях она полностью уничтожена. Основная угроза это разрушение среды обитания и охота. Статус газели как виду находящемуся под минимальным риском находится в зависимости от защиты национальных парков и заповедников, где она обитает, к примеру, такие как Национальный парк Серенгети и заповедник Нгоронгоро в Танзании, национальный заповедник озера Туркана и заповедник Масаи-Мара в Кении. Общие оценки популяции составляют от 140000 до 350000. Хотя некоторые области имеют стабильную популяцию, в целом есть тенденция к снижению.